# Ciclismo en los Juegos Olímpicos de París 2024 – Campo a través femenino
La competición de ciclismo de montaña femenino en los Juegos Olímpicos de París se llevó a cabo en París, Francia el 28 de julio de 2024 en un circuito en la población de Élancourt cerca a la ciudad de París sobre un recorrido total de 30,8 km.

## Recorrido
El recorrido consistía en un circuito de 4,4 kilómetros alrededor de Élancourt, localidad próxima a la ciudad de París, que los ciclistas completaron 7 veces para una distancia total de 30,8 kilómetros.

## Horario
Todos los horarios están en UTC tiempo de Francia (+1 GMT)
| Fecha                       | Evento | Tiempo    |
| --------------------------- | ------ | --------- |
| Domingo 28 de julio de 2024 | 07:10  | Inicio    |
| Domingo 28 de julio de 2024 | 00:00  | Ceremonia |

## Resultados
- Las clasificaciones finalizaron de la siguiente forma:[3]

| Posición | Ciclista               | Tiempo     |
| -------- | ---------------------- | ---------- |
|          | Pauline Ferrand-Prévot | 1h 26' 02" |
|          | Haley Batten           | + 2' 57"   |
|          | Jenny Rissveds         | + 3' 02"   |
| 4.º      | Puck Pieterse          | + 3' 23"   |
| 5.º      | Evie Richards          | + 3' 27"   |
| 6.º      | Laura Stigger          | + 4' 13"   |
| 7.º      | Alessandra Keller      | + 4' 41"   |
| 8.º      | Samara Maxwell         | + 4' 41"   |
| 9.º      | Anne Terpstra          | + 5' 33"   |
| 10.º     | Kata Blanka Vas        | + 5' 40"   |